# Christiaan Bonebakker
Christiaan Willem Bonebakker (Naarden, 14 juni 1970) is een Nederlandse radionieuwslezer. Hij werkt sinds 2002 als redacteur bij NOS Nieuws en is sinds 2010 te horen als nieuwslezer op de publieke radiozenders. Daarnaast werkt hij onder meer als samensteller voor NOS Teletekst.

## Loopbaan
Bonebakker groeide op in Bussum. Tijdens zijn HEAO-studie Commerciële Economie en zijn universitaire studie Algemene Sociale Wetenschappen, beide in Utrecht, ontwikkelde hij zijn journalistieke vaardigheden. Als vrijwilliger was hij hoofdredacteur van onder meer DEMO (het verenigingsblad van de Jonge Democraten) en van Geestig (het blad van de Utrechtse psychologievereniging Alcmaeon). Als freelancer schreef Bonebakker jarenlang voor het U-blad.
Na zijn studietijd werkte Bonebakker van 1995 tot 1999 bij PVF Pensioenen, een pensioenbedrijf dat voortkwam uit het GAK en in 1997 fuseerde met Achmea. Hij maakte daar het personeelsblad Groen Licht en schreef voor de Achmea Krant.
In 1999 trad Bonebakker in dienst van de Provincie Utrecht, waar hij persvoorlichter was van de dienst Ruimte en Groen. De overstap naar de voorlichting was geen succes; na zeven maanden keerde Bonebakker terug naar de journalistiek en ging hij aan de slag als marketing- en nieuwsredacteur van Bizz, een ondernemersblad van Elsevier Bedrijfsinformatie. Hier werkte hij van 2000 tot 2002.
In 2002 werd Bonebakker aangenomen als redacteur/nieuwslezer bij de NOS. Omdat hij geen radio-ervaring had, volgde hij een intern opleidingstraject tot nieuwslezer dat niet meteen resultaat opleverde. Pas in februari 2010 maakte hij zijn debuut als radionieuwslezer. Sindsdien is hij te horen op alle radiozenders die het NOS Journaal uitzenden, meestal 's avonds of 's nachts.
Daarnaast is Bonebakker samensteller van NOS Teletekst en redacteur van de NOS-website en -app. Ook werkte hij jarenlang als samensteller van het 3FM Nieuws.

## Registratie van dubbele nationaliteiten
In 2010 kwam Bonebakker zelf in het nieuws door zijn lobby tegen de gemeentelijke registratie van dubbele nationaliteiten. Aanleiding was zijn ingezonden brief in de Volkskrant, waarin Bonebakker zich erover beklaagde dat zijn dochter door de gemeente Utrecht werd geregistreerd als Nederlander én als Marokkaan, omdat zijn vrouw van Marokkaanse afkomst is. Bonebakker en zijn vrouw hadden de geboorte van hun dochter en later ook hun zoon bewust niet gemeld bij het Marokkaanse consulaat, maar de gemeente paste op grond van de Wet op de Gemeentelijke Basisadministratie het Marokkaanse nationaliteitenrecht toe.
De brief leidde tot mondelinge Kamervragen van GroenLinks-Kamerlid Tofik Dibi en veel media-aandacht. Zo was Bonebakker op 8 en 9 november 2010 te zien in onder meer Pownews, Hart van Nederland, RTL Nieuws en NOS Journaal. Minister Donner van Binnenlandse Zaken wilde de registratie echter niet aanpassen zolang de Marokkaanse wet voorschrijft dat kinderen van Marokkanen automatisch de Marokkaanse nationaliteit hebben. 
Diverse Kamerleden lieten het er niet bij zitten en stelden opnieuw Kamervragen. Uiteindelijk regelde VVD-Kamerlid Hennis-Plasschaert met Donners opvolger Plasterk dat de registratie in de nieuwe Wet Basisregistratie Personen werd geschrapt. Die wet is ingevoerd op 6 januari 2014. Sinds 2015 is ook de registratie van bestaande dubbele nationaliteiten beëindigd.

## Trivia
- In 1998 was Bonebakker mede-oprichter en een jaar lang voorzitter van Stichting de Officiële BLØF Fanclub.
- In februari 2023 ging Bonebakker als onderdeel van een uitwisseling voor een half jaar aan de slag bij Omroep Zeeland, als nieuwslezer en online redacteur. Tegelijkertijd maakte een medewerker van Omroep Zeeland een tijdelijke overstap naar de NOS.